# 中国颗粒学会
中国颗粒学会是中华人民共和国颗粒科技工作者组成的全国性、学术性、非营利性社会团体，由中国科学技术协会主管，1986年11月成立。

## 会员
中国颗粒学会有两千多名个人会员，97个团体会员。